# Сууриярви
Сууриярви — озеро на территории Петровского сельского поселения Кондопожского района Республики Карелия.

## Общие сведения
Площадь озера — 1,3 км². Располагается на высоте 135,3 метров над уровнем моря.
Форма озера продолговатая; вытянуто с севера на юг. Берега озера каменисто-песчаные, местами заболоченные.
Соединено протокой с рекой Кужа.
В озере расположены три безымянных острова.
Населённые пункты возле озера отсутствуют. Ближайший — деревня Линдозеро — расположен в 10 км к ССЗ от озера.
Код объекта в государственном водном реестре — 01040100211102000018118.